# Dasymys
Genre
Dasymys est un genre de rongeurs africains de la sous-famille des Murinés.

## Liste des espèces
Ce genre comprend les espèces suivantes :
- Dasymys alleni Lawrence & Loveridge, 1953
- Dasymys cabrali W. Verheyen, Hulselmans, Dierckx, Colyn, Leirs & E. Verheyen, 2003
- Dasymys foxi Thomas, 1912
- Dasymys incomtus Sundevall, 1846 — rat hirsute
- Dasymys montanus Thomas, 1906
- Dasymys nudipes Peters, 1870
- Dasymys rufulus Miller, 1900
- Dasymys rwandae W. Verheyen, Hulselmans, Dierckx, Colyn, Leirs & E. Verheyen, 2003
- Dasymys sua W. Verheyen, Hulselmans, Dierckx, Colyn, Leirs & E. Verheyen, 2003

## Répartition

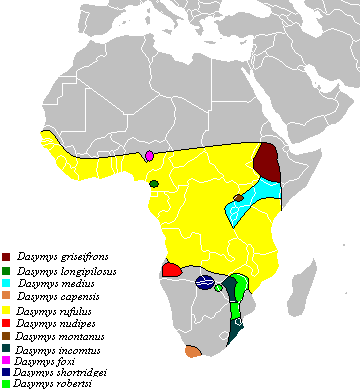
Répartition des espèces de Dasymys, selon Mullin 2004 :
Dasymys griseifrons
Dasymys longipilosus
Dasymys medius
Dasymys capensis
Dasymys rufulus
Dasymys nudipes
Dasymys montanus
Dasymys incomtus
Dasymys foxi
Dasymys shortridgei
Dasymys robertsi

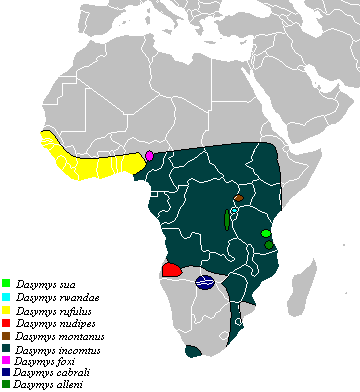
Répartition des espèces de Dasymys, selon Verheyen 2003 :
Dasymys sua
Dasymys rwandae
Dasymys rufulus
Dasymys nudipes
Dasymys montanus
Dasymys incomtus
Dasymys foxi
Dasymys cabrali
Dasymys alleni